# Achaius margineguttatus
Achaius margineguttatus là một loài tò vò trong họ Ichneumonidae.